# Agrias aedon
Agrias aedon is een vlinder uit de familie van de Nymphalidae. De wetenschappelijke naam van de soort is voor het eerst geldig gepubliceerd in 1848 door William Chapman Hewitson.